# Al-Qa'im
Al-Qa'im, död 1075, var abbasidernas 26:e kalif. Han var regerade kalif i Abbasidkalifatet mellan 1031 och 1075. 